# Hyperodapedon
Scaphonyx là một chi khủng long, được Woodward mô tả khoa học năm 1908.